# Вибух після півночі
«Вибух після півночі» — радянський художній фільм 1969 року, режисерів Степана Кеворкова і Еразма Карамяна.

## Сюжет
Йде весна 1919 року. Молода Радянська Республіка задихається без бакинської нафти, але всі шляхи до неї перекриті. Сергій Миронович Кіров (Валеріан Виноградов) доручає голові Астраханського НК Георгію Атарбекова (Гурген Тонунц) налагодити через Дагестанський ревком постачання нафтою… Атарбеков відправляє в порт Петровськ акторів агітбригади Ануш (Кюнна Ігнатова) і Армена (Є. Харутюнян) під виглядом перського комерсанта Махмеді і його дружини. Вони повинні налагодити нелегальну комерцію — закупівлю бензину і масла, переправляючи контрабандою в Радянську Росію. Незабаром каравани з нафтою відправляються в Астрахань. Але при поверненні з Петровська бригантина була затримана білогвардійським есмінцем. Ануш, скориставшись гранатою, підриває бригантину.

## У ролях
- Гурген Тонунц —  Георгій Олександрович Атарбеков
- Валеріан Виноградов —  Сергій Миронович Кіров
- Кюнна Ігнатова —  Ануш
- Є. Харутюнян —  Армен
- Тамара Носова —  Галина
- Юсуп Даніялов —  старий
- Семен Соколовський —  Самарін
- Володимир Кенігсон —  Рендель
- Фрунзик Мкртчян —  Мухташев
- Гуж Манукян —  Шарко
- Магомед Сулейманов —  Шаміль
- Мікаела Дроздовська —  Дуська
- Ірина Мурзаєва —  дружина чиновника
- Авет Восканян —  контрабандист
- Ашот Нерсесян —  старий рибалка
- Леонід Чубаров —  морячок
- Олексій Бахарь —  Фон Розен
- Борис Бітюков —  прапорщик
- Еммануїл Геллер —  купець
- Ніна Алісова —  господиня будинку розпусти
- Володимир Бєлокуров —  священик
- Валентин Брилєєв — епізод
- Сергій Голованов — епізод
- Арчіл Гоміашвілі — епізод
- Юрій Леонідов —  командир
- Авет Аветисян — епізод
- Володимир Гуляєв — епізод
- Михайло Іоффе — епізод
- Валерій Харченко — епізод
- Лідія Шубіна — епізод

## Знімальна група
- Режисери — Еразм Карамян, Степан Кеворков
- Сценаристи — Еразм Карамян, Йосип Прут
- Оператор — Артем Джалалян
- Композитор — Едгар Оганесян
- Художник — Рафаель Бабаян